# 土谷正實
土谷正實（日语：／ Tsuchiya Masami，1965年1月6日—2018年7月6日）是一名奧姆真理教教徒、前教團高級幹部（正悟師、教團第二厚生省大臣）。
土谷正實大學本科畢業於筑波大學農林學類，後進入筑波大學大學院（研究生院）化學研究科深造，取得碩士學位。在同研究科攻讀博士學位期間，受奧姆真理教方面鼓動的土谷正實決定從學校退學，在奧姆真理教出家。1995年東京地鐵沙林毒氣事件發生後，土谷正實於當年4月26日被捕。因涉嫌參與松本沙林毒气事件、會社員VX殺害事件，以及東京地鐵沙林毒氣事件，土谷於2004年被東京地方法院判處死刑。2011年，土谷死刑定讞。
2018年7月6日，土谷與包括奥姆真理教教主麻原彰晃在內的7名奧姆真理教相關死刑犯被執行死刑。

## 早年
1965年1月6日，土谷正實出生在日本東京都町田市的一戶富裕人家。土谷是家裡的長子，有一個小他五歲的妹妹以及小他七歲的弟弟。童年時期的土谷性格內向、老實，與他日後加入奧姆真理教後的表現形成強烈對比。土谷正實初中、高中分別在町田市立南中学校、東京都立狛江高等学校就讀。中學時代，土谷在學校很受歡迎，成績也很拔尖。自高中時代起，土谷正實開始對化學產生興趣。
1984年，經過一年復讀，土谷正實考入筑波大學第二學群農林学類，大学时是荒井由実和中島美雪的粉丝。入學不久之後，土谷因受傷而不得不中止體育活動，這令他深感失望。此後，土谷又因與戀人交往的問題與父親大打出手，最後導致土谷的父親拒絕為土谷支付生活費，土谷一度只能靠打零工維生。後來土谷與戀人分手，他的父親方才恢復向他提供生活費。在此期间，精神感到空虚的土谷有过严重的自残行为，曾用水果刀在胸口上划出两道总计40cm的伤口。大學期間，土谷成績並不突出，但一直很熱心於學習化學方面的知識。本科畢業後，土谷考入筑波大學大學院（即研究生院）化學系研究科物理有機化學研究室。

## 加入奧姆真理教
1989年2月，土谷正實因一場車禍患上頸部揮鞭樣損傷症候群。在醫生的建議下，土谷開始前往水戶市的瑜伽教室練習。後來，經過友人介紹，他前往奧姆真理教的道場拜訪。以此為契機，土谷開始不斷與奧姆真理教接近。1990年6月之後，升入博士不久的土谷正實開始不再到實驗室進行研究，而是把時間全花在打零工上、收入悉數捐給奧姆真理教。1991年7月，土谷正實的雙親得知土谷正實從筑波大學退學的消息，加之土谷長期以來利用自己補習學校講師的身份勸誘高中生加入奧姆真理教、造成了學生家長的不滿，土谷正實的雙親親自前往土谷的住處與土谷談話。在勸說土谷正實脫離奧姆真理教無果後，土谷正實的雙親將他送往茨城縣的矯正設施，但土谷正實不久就從矯正設施中溜走，逃到奧姆真理教的道場避難。同年，土谷正實於奧姆真理教出家:13。

## 犯罪、審判及死刑
加入奧姆真理教後，土谷正實因掌握化學方面的知識而受到奧姆真理教教主麻原彰晃的器重，負責在奧姆真理教上九一色村內的秘密設施中進行毒劑製造。接下來幾年裡，土谷為教團製造了包括VX神經毒劑、沙林毒氣等在內的一系列化學毒劑。這些毒劑後來被用於松本沙林毒气事件、會社員VX殺害事件，以及東京地鐵沙林毒氣事件等由奧姆真理教主導的一系列襲擊事件中。1995年奧姆真理教犯下東京地鐵沙林毒氣事件後不久，土谷正實於當年4月26日被捕。
雖然在審判期間，土谷的辯護律師認為土谷並沒有受到麻原彰晃的直接指示，因此是無罪的，但法院最終判定，沒有土谷製造的毒劑的話，奧姆真理教主導的一系列襲擊事件就不可能發生。2004年，土谷正實被東京地方法院判處死刑。2011年，死刑定讞。
被捕之後，土谷正實一開始對奧姆真理教仍然很狂熱，在審判期間自稱是麻原的直系弟子。此外，在麻原受審時出庭作證的土谷正實仍將麻原彰晃稱為「上師」。不過，隨時間的流逝，土谷對奧姆真理教的態度也開始發生變化。他在獄中曾向麻原以及外界的媒體送出一封書信，要求麻原不要再裝瘋賣傻並將奧姆真理教犯下的罪行全數坦白。
2018年7月6日，經時任法務大臣上川陽子批准，土谷正實與包括奥姆真理教教主麻原彰晃在內的7名奧姆真理教相關死刑犯於同一天被執行死刑，其中土谷是在東京拘置所被執行死刑的。

## 家庭
根據鄰居的說法，土谷正實的父親在東京地鐵沙林毒氣事件發生後身體狀況就一直不佳，在60歲時就去世了。土谷正實的弟弟和妹妹此後生活也不順利，土谷的妹妹還曾一度避走國外。
土谷正實的妻子在上高中時因曾參加土谷主講的補習班而與土谷相識，與奧姆真理教沒有關聯。後來，土谷正實在獄中與她結婚。直到土谷被執行死刑，兩人也沒有離婚。